# Ruggero Franceschini
Ruggero Franceschini, O.F.M.Cap. (Prignano sulla Secchia, 1 de setembro de 1939 — Régio da Emília, 30 de dezembro de 2024) foi um arcebispo católico italiano.

## Vida
Entrou na Ordem dos Frades Menores Capuchinhos desde muito jovem e foi ordenado sacerdote desta Ordem em 11 de agosto de 1963.
Em 2 de julho de 1993, foi nomeado vigário apostólico da Anatólia e, ao mesmo tempo, bispo titular de Sicilibba. Recebeu a consagração episcopal em 3 de outubro de 1993 do cardeal Achille Silvestrini (prefeito da Congregação para as Igrejas Orientais).
Em 11 de outubro de 2004 foi elevado arcebispo de Esmirna.
Em 12 de junho de 2010, foi nomeado administrador apostólico do vicariato apostólico da Anatólia, após o assassinato do bispo Luigi Padovese.
Ele nunca foi atacado desde que morava na Turquia, mas nos primeiros meses após sua chegada a Izmir um carro o atropelou quando ele estava atravessando a estrada. Foram longos meses no hospital.
Em 7 de novembro de 2015, o Papa Francisco aceitou sua renúncia do governo pastoral da arquidiocese de Esmirna ao atingir o limite de idade. Ele foi sucedido por Lorenzo Piretto, O.P. A partir desse momento, ele mantém o título de arcebispo emérito de Esmirna.

### Morte
Faleceu em 30 de dezembro de 2024, no hospital Santa Maria Nuova, em Reggio Emilia, onde estava internado. Após o funeral, realizado em 2 de janeiro de 2025, na igreja paroquial de Sant'Antonino em Casalgrande, foi sepultado no cemitério local.